# Viloria de Rioja
Pour les articles homonymes, voir Viloria (homonymie).
 Viloria de Rioja  est une commune située dans le Nord de l’Espagne, dans la comarque de Montes de Oca dans la Communauté autonome de Castille-et-León, province de Burgos. C'est aussi le nom du chef-lieu de la commune.
Sa population était de 73 habitants en 2004, puis de 46 habitants en 2010.
C'est le village natal de saint Dominique de la Chaussée.
Le Camino francés du pèlerinage de Saint-Jacques-de-Compostelle passe par cette localité.

## Géographie
Altitude : 801 m
Localisation : 42° 25′ 34″ N, 3° 06′ 01″ O

## Histoire
Viloria est citée dans un document datant de 1028, bien que son existence est antérieure.
 Viloria ou Ville d'Or, Ville de Aurea ou d'Oria. Dans le premier cas, cela signifierait ville riche ou charmante et, dans le second cas nous nous trouverions devant un personnage féminin qui peut intervenir dans la fondation de cette dernière. Précisément en l’an 1028 on trouve dans un document du monastère de San Miguel de Pedroso le nom de Villa Oria ; dont la religieuse doña Jimena faisait don au monastère.
En 1043 Viloria apparaît dans un document de San Millán de la Cogolla par laquelle le roi García de Navarre fait don à l’abbé Gómez de San Millán quelques propriétés et la ville de Leciñana proche de Viloria.
En 1079 on cite le moulin de Viloria propriété du monastère de San Martín de Berberana qui est ensuite passé à San Millán de la Cogolla. Plus tard, en 1087, un autre document, qui paraît apocryphe, fait référence à la Ville Oria par lequel dame Orodulce et son fils font don au monastère de San Millán tout ce qu’ils possèdent, entre autres villes, celle de San Pedro « qui est située en haut de Villa Oria ».
En 1571 la population s’élève à 175 habitants, et au début du XIXe siècle à 120 habitants.

## Culture et patrimoine

### Le pèlerinage de Compostelle
Par le Camino francés du pèlerinage de Saint-Jacques-de-Compostelle, le chemin vient de Castidelgado.
La prochaine halte est Villamayor del Río, dans le municipio de Fresneña.

### Patrimoine religieux
Dans l’église sont conservés les fonts baptismaux où fut baptisé saint Dominique de la Chaussée.

### Patrimoine civil
C'est un très modeste village, largement ruiné, mais avec une architecture surprenante au premier abord, car les maisons sont à pans de bois à remplage de torchis alors qu'on ne voit pas un seul arbre à l'horizon. La tradition selon laquelle tout le pays fut boisé de chênes avant les mises en cultures intensives, aidées peut-être d'une mutation climatique, n'est pas une légende.

## Sources et références
- (es) Cet article est partiellement ou en totalité issu de l’article de Wikipédia en espagnol intitulé « Viloria de Rioja » (voir la liste des auteurs).
- Grégoire, J.-Y. & Laborde-Balen, L., « Le Chemin de Saint-Jacques en Espagne - De Saint-Jean-Pied-de-Port à Compostelle - Guide pratique du pèlerin », Rando éditions, mars 2006,  (ISBN 2-84182-224-9)
- « Camino de Santiago St-Jean-Pied-de-Port - Santiago de Compostela », Michelin et Cie, Manufacture française des pneumatiques Michelin, Paris, 2009,  (ISBN 978-2-06-714805-5)
- « Le Chemin de Saint-Jacques Carte routière », Junta de Castilla y León, Editorial Everest